# Arquivo Mitrokhin
O Arquivo Mitrokhin é uma coleção de manuscritos copiados pelo major Vasili Nikitich Mitrokhin (1922–2004) durante os anos de serviços prestados como arquivista no KGB. Mitrokhin manteve os documentos secretos escondidos sob o assoalho da sua datcha até 1992, quando fez contato com o Serviço Secreto de Inteligência britânico para quem entregou as cópias. Os documentos foram transformados em livro pelo historiador Christopher Andrew, escritor e acadêmico britânico.

## Quadro dos métodos de inteligência
O Arquivo Mitrokhin reúne casos conhecidos de espionagem, alguns inéditos, ao longo de sete décadas de história: implantação de agentes ilegais (que operam clandestinamente num país com identidades falsas); recrutamento de espiões e agentes de influência; trabalho em comum com dirigentes de partidos comunistas ocidentais, entre outros.